# Maria Plattner
Maria Plattner (Hall in Tirol, 15 maggio 2001) è una calciatrice austriaca, centrocampista del Bayern Monaco II e della nazionale austriaca.

## Carriera

### Club
Plattner è cresciuta nel Gemeinde di Axams e ha iniziato la sua carriera con l'SV Axams. Via FC Natters, nel 2017 si è trasferita al Bergheim in ÖFB Frauen Bundesliga. Ha fatto la sua prima apparizione nella massima divisione austriaca il 9 settembre 2017, quando con la sua squadra ha perso 3-2 contro il Vorderland. Per la stagione 2018-2019 Plattner si è trasferita al Wacker Innsbruck, promosso in Bundesliga. Anche lei è rimasta lì per un solo anno e si è trasferita allo Sturm Graz per la stagione 2019-2020. Con la squadra di Graz si è classificata terza nella stagione, interrotta a causa della pandemia di COVID-19.
Per la stagione 2020-2021, Plattner si è trasferita nella Frauen-Bundesliga tedesca per unirsi al Turbine Potsdam. Ha fatto la sua prima apparizione in Bundesliga il 13 settembre 2020 nel pareggio per 2-2 con il Meppen. Ha giocato al Turbine per tre stagioni consecutive, per poi tornare in Austria al Wacker Innsbruck per la stagione 2023-24. A gennaio 2025 Plattner è tornata in Germania, andando a giocare per il Bayern Monaco II.

### Nazionale
Dopo aver militato nelle nazionali giovanili nelle fasce d'età under 16, under 17 e Under-19, Plattner ha debuttato nella nazionale maggiore a Liepāja il 17 settembre 2021, vincendo 8-1 contro la Lettonia nella prima gara di qualificazione al Gruppo D della Coppa del Mondo, contro la quale ha segnato anche i suoi primi due gol nella vittoria per 8-0 nella gara di ritorno a Wiener Neustadt il 12 aprile 2022. Inizialmente convocata per la fase finale del campionato europeo 2022, è stata sostituita due giorni prima dell'inizio della manifestazione da Annabel Schasching a causa di un infortunio alla spalla occorso durante gli allenamenti.

## Statistiche

### Presenze e reti nei club
Statistiche (parziali) aggiornate al 9 febbraio 2025.
| Stagione                | Squadra                 | Campionato              | Campionato | Campionato | Coppe nazionali | Coppe nazionali | Coppe nazionali | Coppe internazionali | Coppe internazionali | Coppe internazionali | Altre coppe | Altre coppe | Altre coppe | Totale | Totale |
| Stagione                | Squadra                 | Comp                    | Pres       | Reti       | Comp            | Pres            | Reti            | Comp                 | Pres                 | Reti                 | Comp        | Pres        | Reti        | Pres   | Reti   |
| ----------------------- | ----------------------- | ----------------------- | ---------- | ---------- | --------------- | --------------- | --------------- | -------------------- | -------------------- | -------------------- | ----------- | ----------- | ----------- | ------ | ------ |
| 2020-2021               | Turbine Potsdam         | BL                      | 10         | 0          | CG              | 1               | 0               | -                    | -                    | -                    | -           | -           | -           | 11     | 0      |
| 2021-2022               | Turbine Potsdam         | BL                      | 20         | 1          | CG              | 5               | 1               | -                    | -                    | -                    | -           | -           | -           | 25     | 2      |
| 2022-2023               | Turbine Potsdam         | BL                      | 2          | 0          | CG              | -               | -               | -                    | -                    | -                    | -           | -           | -           | 2      | 0      |
| Totale Turbine Potsdam  | Totale Turbine Potsdam  | Totale Turbine Potsdam  | 32         | 1          |                 | 6               | 1               |                      | -                    | -                    |             | -           | -           | 38     | 2      |
| 2023-2024               | Wacker Innsbruck        | ABL                     | 15         | 1          | CA              | 2               | 0               | -                    | -                    | -                    | -           | -           | -           | 17     | 1      |
| 2024-gen. 2025          | Wacker Innsbruck        | 2.L                     | 4          | 1          | CA              | 2               | 3               | -                    | -                    | -                    | -           | -           | -           | 6      | 4      |
| Totale Wacker Innsbruck | Totale Wacker Innsbruck | Totale Wacker Innsbruck | 19         | 2          |                 | 4               | 3               |                      | -                    | -                    |             | -           | -           | 23     | 5      |
| gen.-giu. 2025          | Bayern Monaco II        | 2BL                     | 1          | 1          | -               | -               | -               | -                    | -                    | -                    | -           | -           | -           | 1      | 1      |
| Totale carriera         | Totale carriera         | Totale carriera         | 52+        | 4+         |                 | 10+             | 4+              |                      | -                    | -                    |             | -           | -           | 62+    | 8+     |